# Jaspar von Oertzen
Jaspar Sigismund Albrecht von Oertzen (* 2. Januar 1912 in Schwerin; † 22. April 2008 in München) war ein deutscher Schauspieler, Filmregisseur, Autor und Politiker.

## Familie und Ausbildung
Jaspar von Oertzen war der Sohn des Landgerichtsrats Carl von Oertzen (1878–1965, Familienlinie Roggow) und der Maria Magdalena von Oertzen (1878–1965, Linie Helpte).
Er verbrachte seine Schulzeit in Rostock. An der Ludwig-Maximilians-Universität München studierte er Theaterwissenschaften und Kunstgeschichte. Im Juli 1938 heiratete er in Kassel die 13 Jahre ältere Choreografin Ellen Petz (1899–1970). Die Ehe blieb kinderlos.

## Schauspieler
Der gebürtige Schweriner war nach seiner Schauspielausbildung 1933 in München zur Bühne gegangen und hatte sein Debüt an den Kammerspielen gegeben. Anschließend trat von Oertzen an diversen Provinztheatern (Rudolstadt, Guben, Kassel) auf, ehe er bei Ausbruch des Zweiten Weltkriegs nach Berlin kam. Nach 1945 war von Oertzen bis 1959 erneut Ensemble-Mitglied der Münchner Kammerspiele, ehe er zunächst nach Bremen und später auch nach Stuttgart engagiert wurde.
Im Jahr 1934 gab Oertzen sein Spielfilmdebüt in der Komödie Krach um Jolanthe mit Marianne Hoppe. In einem seiner nächsten Filme, Altes Herz geht auf die Reise, spielte er einen jungen Arzt, der am Ende die junge Protagonistin (dargestellt von Helga Marold) vor den Traualtar führen darf. In den Folgejahren wirkte er in mehreren größeren UFA-Produktionen mit, wobei er zumeist auf Nebenrollen festgelegt war. Oft verkörperte er dabei historische Gestalten wie den Prinzen Friedrich Karl von Preußen in Wolfgang Liebeneiners Bismarck, den Grafen Alexander Lanskoi unter der Regie von Josef von Báky im UFA-Jubiläumsfilm Münchhausen und 1942 in Veit Harlans Der große König den Rittmeister Joachim Bernhard von Prittwitz, der dem Alten Fritz in der Schlacht von Kunersdorf das Leben rettete. In Harlans monumentalem Durchhaltedrama Kolberg verkörperte er 1945 den Prinzen Louis Ferdinand, jedoch fiel diese Szene einer Kürzung des Films in letzter Stunde zum Opfer. Von Oertzen stand 1944 in der Gottbegnadeten-Liste des Reichsministeriums für Volksaufklärung und Propaganda.
In der Nachkriegszeit nach dem Zweiten Weltkrieg in Deutschland wurden Oertzens Filmauftritte rar. Er spielte in mehreren internationalen Produktionen wie The Magic Face, Anatole Litvaks Entscheidung vor Morgengrauen und Billy Wilders Ost-West-Komödie Eins, zwei, drei. Daneben spielte er kleinere Rollen in Arthur Maria Rabenalts Drama Der letzte Walzer und Géza von Bolvárys Drama Ein Lied geht um die Welt über das Schicksal des Tenors und Joseph Schmidt. In Georg Wilhelm Pabsts Es geschah am 20. Juli porträtierte Oertzen als „Oberst Kerst von Dürnstein“ den Widerstandskämpfer Albrecht Ritter Mertz von Quirnheim.
Daneben übernahm er Rollen in zahlreichen Fernsehproduktionen – sowohl in Bühnenadaptionen wie Franz Josef Wilds Richard II. als auch Fernsehfilmen wie Tote brauchen keine Wohnung aus der Reihe Tatort und Episoden der Fernsehserien Graf Yoster gibt sich die Ehre, Die fünfte Kolonne und Königlich Bayerisches Amtsgericht. In Franco Rossis an Homer angelehntem Mehrteiler L'Odissea verkörperte er den weisen Nestor. 1977 trat er in den Ruhestand ein.

## Regisseur und Synchronsprecher
1956 drehte Oertzen Sommerliebe am Bodensee, seinen ersten und einzigen Spielfilm als Regisseur, in dem u. a. Peter Schamoni und Hubert von Meyerinck mitwirkten. Außerdem arbeitete er zeitweilig als Synchronsprecher und lieh seine Stimme u. a. Jack Gwillim (Unser Mann in Rio) und Walter Wolf King (Dick und Doof als Salontiroler).

## Politiker und Autor
Ab Anfang der siebziger Jahre engagierte sich Oertzen politisch mit einem Schwerpunkt auf sozialen und ökologischen Themen, zu denen er sowohl mehrere Vorträge hielt als auch Schriften veröffentlichte. So war er 1971 Mitbegründer der deutschlandweit ersten Bürgerinitiative „Rettet das Rotwandgebiet vor der Zerstörung“, die erfolgreich gegen die Errichtung eines Skigebiets auf einer naturbelassenen Region bei München kämpfte. Dabei beschäftigte er sich unter anderem mit ethischen Forderungen und Richtlinien für ein ökologisch bewusstes Zeitalter.
Zur Münchener Stadtratswahl im Jahr 1978 gründete Oertzen zusammen mit Carl Amery eine Wählerinitiative, die die Aktionsgemeinschaft Unabhängiger Deutscher (AUD) unterstützte; letztere hatte bei dieser Wahl mit dem Slogan „Erste Umweltschutzpartei“ geworben. Zur bayerischen Landtagswahl 1978, die ein halbes Jahr später stattfand, initiierte er erneut eine Wählergemeinschaft, die für das Bündnis Aktionsgemeinschaft Unabhängiger Deutscher – Die Grünen warb, das die AUD, die Grünen Aktion Zukunft (GAZ) und 21 Bürgerinitiativen gebildet hatten.
Oertzen wollte zunächst keiner bestimmten Gruppierung innerhalb der Umweltschutzbewegung beitreten, sondern plädierte für einen Zusammenschluss zu einer gemeinsamen Partei. Im Herbst 1978 nahm er an einem Treffen in Kassel teil, an dem sämtliche Parteien und politische Gruppierungen aus der Ökologiebewegung beteiligt waren. Da er jedoch kein Delegierter einer bestimmten Organisation war, trat er als Grüne Wahlinitiative München auf. Ein Jahr später war er Delegierter bei der Gründung der Sonstigen Politischen Vereinigung Die Grünen mit, die anlässlich der Europawahl 1979 gebildet wurde und bei der Wahl selber 3,2 % erhalten hatte.
Oertzen gehörte Anfang 1980 neben Herbert Gruhl zu den Gründungsmitgliedern der Grünen, denen er jedoch bereits im Juli selben Jahres wieder den Rücken kehrte.  Am 17. und 18. Oktober 1981 wirkte er an der Gründung des bayerischen Landesverbandes der Ökologisch-Demokratischen Partei (ÖDP) mit, der drei Monate vor dem der Bundespartei stattfand. Dort wurde er als Beisitzer in den Landesvorstand gewählt. Später wurde er Ehrenvorsitzender der Partei, der er bis zu seinem Tod angehörte. Die ÖDP hat ihre Verdienstmedaille für verdiente Parteimitglieder nach ihm benannt.

## Filmografie (Auswahl)
- 1934: Krach um Jolanthe
- 1938: Kameraden auf See
- 1938/47: Altes Herz geht auf die Reise
- 1939: Die barmherzige Lüge
- 1940: Bismarck
- 1940: Trenck, der Pandur
- 1940/42: Der große König
- 1941: … reitet für Deutschland
- 1943: Die goldene Spinne
- 1943: Münchhausen
- 1943/45: Kolberg
- 1944: Junge Herzen
- 1945: Der stumme Gast
- 1945: Das Leben geht weiter
- 1951: The Magic Face
- 1951: Entscheidung vor Morgengrauen (Decision Before Dawn)
- 1952: Martin Luther
- 1953: Der letzte Walzer
- 1954: Eine Frau von heute
- 1955: Es geschah am 20. Juli
- 1956: Rosen für Bettina
- 1958: Ein Lied geht um die Welt
- 1961: Eins, zwei, drei (One, two, three)
- 1962: Zahlungsaufschub
- 1963: Das Kriminalmuseum – Die Fotokopie
- 1964: Die Verbrecher
- 1966: Die seltsamen Methoden des Franz Josef Wanninger – Ballgeflüster
- 1967: Flucht über die Ostsee
- 1967: Die fünfte Kolonne – Der Fall Schurzheim
- 1968: Das Kriminalmuseum – Der Bohrer
- 1968: König Richard II.
- 1968: 69 Liebesspiele
- 1968: Die Odyssee (L'odissea)
- 1970: Die seltsamen Methoden des Franz Josef Wanninger – Bankanleihen
- 1971: Hamburg Transit – 35 Minuten Verspätung
- 1971: Chopin-Express
- 1971: Die Äneis (Eneide)
- 1972: Merkwürdige Geschichten (Episode: „Ein Schatten seiner selbst“)
- 1973: Tatort – Tote brauchen keine Wohnung

## Bibliografie
- 1997: Lerne das Glück zu greifen, München: Schneekluth
- 2003: Möwenschreie, Norderstedt: Books on Demand
- 2004: Wodurch sind wir in die ökologische Bedrohung gekommen?, Murnau am Staffelsee: Mankau
- 2005: Ihr Lächeln verändert die Welt, Murnau am Staffelsee: Mankau